# Доманевский, Болеслав
Болеслав Мариан Доманевский (пол. Bolesław Marian Domaniewski; 16 июля 1857, Гронувек, гмина Злочев — 11 ноября 1925, Варшава) — польский пианист и музыкальный педагог. Брат архитектора Чеслава Доманевского.
С 1871 г. учился игре на фортепиано в Варшаве у Роберта Лорера, затем там же у Юзефа Венявского и наконец в 1878—1882 гг. в Санкт-Петербургской консерватории у Антона Рубинштейна, Густава Кросса, Анатолия Лядова и Николая Соловьёва.
Выступал с 1874 г., как исполнитель был известен, прежде всего, интерпретациями произведений Ференца Листа. Выступал также как аккомпаниатор и ансамблист, в том числе с Леопольдом Ауэром и Карлом Давыдовым. Преподавал в музыкальной школе в Астрахани, затем в 1890—1900 гг. в Консерватории Музыкального общества в Кракове, опубликовал сборник упражнений «Руководство для современных пианистов» (фр. Vademecum pour pianistes modernes; 1897). С 1902 г. директор музыкальной школы имени Шопена при Варшавском музыкальном обществе, а в 1905—1925 гг. и самого общества. Среди его учеников, в частности, Болеслав Кон и Тадеуш Мазуркевич.
Автор фортепианных пьес и статей о музыке. В 1905—1907 гг. редактировал журнал Lutnista.
Отец пятерых детей, среди которых орнитолог Януш Доманевский и спортивный журналист, сценарист, актёр Томаш Доманевский (1920—1992).